# New Ulm (Minnesota)
New Ulm è un comune (city) degli Stati Uniti d'America e capoluogo della contea di Brown nello Stato del Minnesota. La popolazione era di 13 522 persone al censimento del 2010.

## Storia

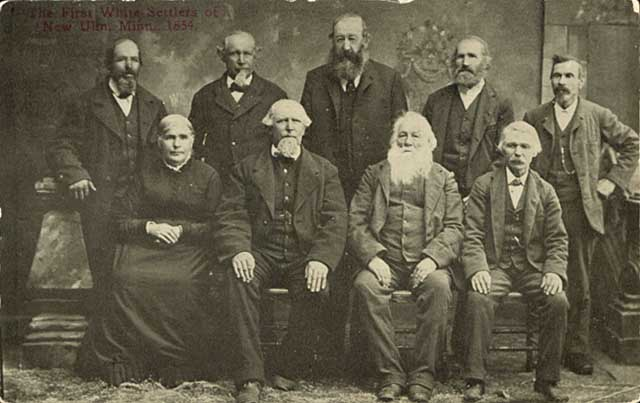
I primi abitatori di New Ulm, nel 1854

La città è stata fondata nel 1854 dalla German Land Company di Chicago. Prende il nome dalla città di Nuova Ulma (Neu-Ulm in tedesco), nello stato della Baviera nel sud della Germania. Ulma e Nuova Ulma sono città sorelle, dato che Ulma si trova sul lato del Baden-Württemberg e Nuova Ulma sul lato bavarese del fiume Danubio. In parte a causa del patrimonio tedesco della città, si tratta di un centro per la produzione della birra nell'Upper Midwest, che ospita la August Schell Brewing Company.

## Geografia fisica
Secondo lo United States Census Bureau, ha un'area totale di 10,26 miglia quadrate (26,57 km²).

## Società

### Evoluzione demografica
Secondo il censimento del 2010, c'erano 13 522 persone.

### Etnie e minoranze straniere
Secondo il censimento del 2010, la composizione etnica della città era formata dal 97,8% di bianchi, lo 0,3% di afroamericani, lo 0,1% di nativi americani, lo 0,7% di asiatici, lo 0,4% di altre razze, e lo 0,8% di due o più etnie. Ispanici o latinos di qualunque razza erano l'1,8% della popolazione.

## Infrastrutture e trasporti
Il comune era servito dalla ferrovia Tracy Subdivision. 

## Amministrazione

### Gemellaggi
- Nuova Ulma, dal 1954